# Соллима, Серджо
Се́рджо Со́ллима (итал. Sergio Sollima; 17 апреля 1921, Рим — 1 июля 2015, там же) — итальянский режиссёр и сценарист, наиболее известный своими фильмами в жанре пеплум, вестерн и триллер.

## Карьера в кино

### Ранняя карьера, пеплумы и шпионские триллеры
Карьера в кино Серджо Соллимы началась не непосредственно в этой сфере, но в близко с ней связанной — в области кинокритики. Поработав определённое время в этой ипостаси, Соллима, используя появившиеся у него связи и дружеские отношения, пытается начать карьеру сценариста, а также выступает в качестве ассистента режиссёра. Первоначально его деятельность как сценариста была связана с различного рода низкобюджетными пеплумами, такими как «Могучий Урсус», «Голиаф против гигантов», «Десять гладиаторов» и т. д. Помимо этого Соллима частенько исполнял обязанности помощника режиссёра. В 1963 году Соллима дебютирует в качестве режиссёра, поставив эпизод Женщина в кинокомедии «Капризная любовь», а затем переключается на эксплуатирующие фильмы о Джеймсе Бонде шпионские триллеры. В 1965 году он снимает фильм «Агент 3S3: пропуск в ад», год спустя «Агент 3S3: резня на солнце» и «Реквием для секретного агента» (к первым двум он также написал сценарий). Последний фильм уже отошёл от образа Джеймса Бонда, и главный герой, которого сыграл Стюарт Грейнджер, в нём был показан как хладнокровный убийца и садист.

### Дальнейшая деятельность: вестерны и криминальные фильмы
В 1966 году Соллима снимает «Большую перестрелку (Сдавайся и расплатись)» — фильм, который имел большой успех и который принёс славу режиссёру на ниве вестернов. В 1967 последовал наиболее любимый фильм режиссёра «Лицом к лицу», родившийся из идеи перемены поведения личности в экстраординарных обстоятельствах. Год спустя Соллима снова готовит вестерн — «Беги, человек, беги», своеобразное продолжение всемирно известной «Большой перестрелки» с тем же Томасом Милианом в роли Куччо. Фильм не имел такого успеха, как «Большая перестрелка», и никогда не выходил в мировой прокат. 1970 год знаменуется выходом фильма «Город насилия», который переносит эстетику и образы вестерна в современные реалии и повествует о предательстве и жестокой мести.
В 1972 году Соллима снимает мистико-психологический триллер «Дьявол в мозгу», который позиционировался продюсерами как джалло, что вызвало ссору с режиссёром и обвинение со стороны Соллимы в плохой рекламной кампании фильма. В 1973 году Соллима возвращается к эстетике криминальных фильмов и снимает «Револьвер» с Оливером Ридом и Фабио Тести в главных ролях. Некоторые называли этот фильм самым политизированным в его карьере.

### Работа для телевидения, возвращение на большой экран
Под конец 70-х годов Соллима начинает сотрудничество с телевизионными компаниями. Он экранизирует романы Эмилио Сальгари и снимает в 1976 году мини-сериал «Сандокан» (впоследствии на большом экране вышла его укороченная версия). В 1994 году он снимает триллер «Берлин-39».

## Фильмография
| Год  | Русское название                            | Оригинальное название фильма                    | Кто                 |
| ---- | ------------------------------------------- | ----------------------------------------------- | ------------------- |
| 1961 | Могучий Урсус                               | Ursus                                           | Сценарист           |
| 1961 | Голиаф против гигантов                      | Goliath contro i giganti                        | Сценарист           |
| 1963 | Десять гладиаторов                          | I dieci gladiatori                              | Сценарист           |
| 1963 | Капризная любовь (эпизод Женщина)           | L’amore difficile                               | Режиссёр            |
| 1965 | Агент 3S3: Пропуск в ад                     | Agente 3S3: Passaporto per l’inferno            | Режиссёр, сценарист |
| 1966 | Агент 3S3: Резня на солнце                  | Agente 3S3, massacro al sole                    | Режиссёр, сценарист |
| 1966 | Реквием для секретного агента               | Requiem per un agente segreto                   | Режиссёр            |
| 1966 | Большая перестрелка (Сдавайся и расплатись) | La resa dei conti                               | Режиссёр            |
| 1967 | Лицом к лицу                                | Faccia a faccia                                 | Режиссёр            |
| 1968 | Беги, человек, беги                         | Corri uomo corri                                | Режиссёр            |
| 1970 | Город насилия                               | Città violenta                                  | Режиссёр            |
| 1972 | Дьявол в мозгу                              | Il diavolo nel cervello                         | Режиссёр            |
| 1973 | Револьвер                                   | Revolver                                        | Режиссёр            |
| 1976 | Сандокан                                    | Sandokan                                        | Режиссёр            |
| 1977 | Тигр ещё жив: Сандокан возвращается!        | La tigre è ancora viva: Sandokan alla riscossa! | Режиссёр            |
| 1994 | Берлин-39                                   | Berlino '39                                     | Режиссёр, сценарист |